# Francisco J. Romero Salvadó
Francisco J. Romero Salvadó (n. 1960) es un historiador español, profesor en la Universidad de Bristol.

## Biografía
Nacido en 1960, es profesor en la Universidad de Bristol.
Es autor de obras como Spain, 1914-1918: Between War and Revolution (Routledge, 1999), Twentieth Century Spain: Politics and Society in Spain, 1898–1998 (St. Martin's Press, 1999), The Spanish Civil War: Origins, Course and Outcomes (Palgrave Macmillan, 2005), The Foundations of Civil War: Revolution, Social Conflict and Reaction in Liberal Spain, 1916–1923 (Routledge, 2008) o Historical Dictionary of the Spanish Civil War (2013), entre otras, además de editor de trabajos como The Agony of Spanish Liberalism: From Revolution to Dictatorship, 1913–1923 (Palgrave Macmillan, 2010), junto a Angel Smith.